# محمد عبد المجيد (ممثل)
محمد عبد المجيد (القرن 20 - 1988) هو ممثل تليفزيوني وسينمائي مصري.

## مسيرته
بدأ نشاطه الفنى في منتصف الستينيات وقدم أدوارا ثانوية غالبا دور الأب الطيب والموظف المستقيم والرجل الريفى أو العمده.

## أعماله[1]
فوازير المناسبات 1988 - مسلسل - فوازير
الحب في حقيبة دبلوماسية 1987 - مسلسل
الزوجة أول من يعلم 1987 - مسلسل
عم سعيد
الهروب إلى السجن 1987 - مسلسل
سكة الصابرين 1987 - مسلسل
عم عبد المجيد الخادم الأخرس
عصفور النار 1987 - مسلسل
بلاغ للنائب العام: قصة حب
1986 - مسلسل
أشياء لا تباع / غلطة العمر
1985 - مسلسل
والد نجوى
الحكم آخر الجلسة 1985 - فيلم
رفعت حسن - والد أوصاف
حالة خاصة 1985 - مسلسل
دموع ضاحكة 1985 - مسلسل
عسل الحب المر 1985 - فيلم
أحمد
أجمل الزهور
1984 - مسلسل
الغربان
1984 - مسلسل
سيدة الفندق
1984 - مسلسل
غابة من الأسمنت
1984 - مسلسل
محمد رسول الله ج4
1984 - مسلسل
وكان وهما
1984 - سهرة تليفزيونية
الحرملك
1983 - مسلسل
زهور وأشواك
1983 - مسلسل
صاحب الجلالة الحب
1983 - مسلسل
عصر الحب 1983 - مسلسل
رضوان
الجسر
1982 - مسلسل
والد مدحت
النديم
1982 - مسلسل
عندما تحب المرأة
1982 - مسلسل
غدا يوم آخر
1982 - مسلسل
محمد رسول الله ج3
1982 - مسلسل
الكعبة المشرفة
1981 - مسلسل
الليل والبراري
1981 - مسلسل - سباعية
العجوز والدنيا وأنا
1980 - سهرة تليفزيونية
القناع الزائف
1980 - مسلسل
العم ابراهيم
حسابي مع الأيام
1980 - مسلسل
إبراهيم
في مهب الريح
1979 - مسلسل
نفوس معذبة
1979 - مسلسل
وعاد الماضي
1979 - مسلسل
عباس
أفواه وأرانب
1978 - مسلسل
القضية المشهورة
1978 - فيلم
الشيخ عبد الحميد
دمعة ألم
1978 - مسلسل
رجل اسمه عباس
1978 - فيلم
ناظر المدرسة
الحب قبل الخبز أحيانًا
1977 - فيلم
والد سليمان
ألوان من الحب
1977 - مسلسل
امرأة من زجاج
1977 - فيلم
القاضي
أنهار الملح / نهر الملح
1977 - مسلسل
قلوب فقدت الحب
1977 - مسلسل - سباعية
ماشي يا دنيا ماشي
1977 - مسلسل
ابن الليل
1975 - مسلسل
البحث عن طريق
1975 - مسلسل
الزائر الغريب
1975 - فيلم
الشاطئ المهجور
1975 - مسلسل
امبراطورية المعلم
1974 - فيلم
العنكبوت
1973 - مسلسل
غرباء
1973 - فيلم
الحائرة
1972 - مسلسل
الخماسين
1972 - مسلسل
قضية صقر
1972 - مسلسل
ملك اليانصيب
1972 - مسلسل
شباب في عاصفة
1971 - فيلم
أشجان
1970 - مسلسل
الأرض
1970 - فيلم
شيخ البلد
السفينة التائهة
1970 - مسلسل
العصابة
1970 - مسلسل
متاعب المهنة
1970 - مسلسل
هروب
1970 - فيلم
مأمور ليمان طره
الرجل ذو الخمسة وجوه
1969 - مسلسل
الرقم المجهول
1969 - مسلسل
الكنز
1969 - مسلسل
أبو صالح
بعد العذاب
1969 - مسلسل
جراح عميقة
1969 - مسلسل
مفتش المباحث
1968 - مسلسل
بيار الملح
1967 - مسلسل
الأبواب المغلقة
1966 - مسلسل
قصر الشوق
1966 - فيلم
جميل الحمزاوي
فتوات الحسينية
1954 - فيلم
أحلى أيام العذاب
0 - سهرة تليفزيونية
الإنسان الطيب
0 - مسرحية
جبال الصبر
0 - مسلسل
حساب الامس
0 - سهرة تليفزيونية
فكرية
0 - سهرة تليفزيونية
قرية الرعب
0 - مسلسل
عبادي
نصف شقة
0 - سهرة تليفزيونية